# Strem
Strem (ungarisch Strém) ist eine Marktgemeinde im Bezirk Güssing im Burgenland in Österreich. Die Gemeinde ist Teil des Naturparks in der Weinidylle.

## Geografie
Die Gemeinde liegt im Südburgenland. Der Ort Strem liegt in einer breiten Niederung des Strembaches.

### Gemeindegliederung
Das Gemeindegebiet umfasst folgende vier Ortschaften (in Klammern Einwohnerzahl Stand 1. Jänner 2024):
- Deutsch Ehrensdorf (ung.: Némethásos; kroat.: Nimški Hašaš) (121)
- Steinfurt (ung.: Lipócz; kroat.: Lipovac) (108)
- Strem (ung.: Strém) (638) mit Stremer Berghäuser
- Sumetendorf (ung.: Szombatfa) (43)

Die Gemeinde besteht aus den Katastralgemeinden
- Deutsch Ehrensdorf
- Steinfurt
- Strem
- Sumetendorf

### Nachbargemeinden
|         | Eberau        | Eberau        |
| Güssing | Kompass       | Moschendorf   |
|         | Heiligenbrunn | Heiligenbrunn |

## Geschichte
Auf dem Ried Schloßriegel sind noch Reste einer mittelalterlichen Wasserburg vorhanden, welche vermutlich um 1300 unterging. Der Ort wurde im Jahre 1647 zum Markt erhoben.
Der Ort gehörte wie das gesamte Burgenland bis 1920/21 zu Ungarn (Deutsch-Westungarn). Seit 1898 musste aufgrund der Magyarisierungspolitik der Regierung in Budapest der ungarische Ortsname Strém verwendet werden.
Nach Ende des Ersten Weltkriegs wurde nach zähen Verhandlungen Deutsch-Westungarn in den Verträgen von St. Germain und Trianon 1919 Österreich zugesprochen. Der Ort gehört seit 1921 zum neu gegründeten Bundesland Burgenland (siehe auch Geschichte des Burgenlandes).
Am Ende des Zweiten Weltkrieges waren beim Bau des Südostwalls in Strem zahlreiche ungarische Zwangsarbeiter eingesetzt. Ende Jänner oder Anfang Februar 1945 wurden dabei 500 bis 600 ungarische Juden als Schanzarbeiter auf den Meierhof bei Strem gebracht und von örtlichen HJ-Mitgliedern bewacht. Mitte Februar 1945 wurde von ihnen im Urbarialwald von Strem eine Grube ausgehoben und 12 bis 15 Zwangsarbeiter vom Bannführer Schilcher und HJ-Mitgliedern erschossen. Auch führte die Evakuierungsroute der nördlich gelegenen Bauabschnitte in das KZ Mauthausen am 29. März 1945 durch den Ort. In zwei Prozessen vor dem Volksgericht Graz wurden 1948 diese und in die der Nachbargemeinde Heiligenbrunn begangenen Endphaseverbrechen behandelt. Die Familie Legath aus Deutsch Ehrensdorf rettete kurz vor Kriegsende unter Einsatz des eigenen Lebens zwei ungarische Juden vor dem sicheren Tod und wurde dafür 1994 von der israelischen Holocaust-Gedenkstätte Yad Vashem als Gerechte unter den Völkern ausgezeichnet.
Am 1. Jänner 1971 wurden die zuvor selbständigen Gemeinden Deutsch Ehrensdorf, Moschendorf, Steinfurt, Strem und Sumetendorf gemäß Gemeindestrukturverbesserungsgesetz vom 1. September 1970 zur neuen Großgemeinde Strem zusammengeschlossen.
Marktgemeinde ist Strem seit 1997.

### Bevölkerungsentwicklung
Stark verändert hat sich im Laufe des 20. Jahrhunderts die ethnisch-sprachliche Situation des im 16. Jahrhundert von Kroaten neu bestifteten Ortsteils Steinfurt (Lipovac). In der Statistik des Jahres 1880 finden wir noch eine kroatische Mehrheit von 76,9 %. Auch 1900 und 1910 hatte die kroatische Volksgruppe noch eine Mehrheit (61,4 % bzw. 52,4 %) inne; im Jahr 1923 tauchten allerdings letztmals Kroaten in den Statistiken auf (1,1 %). Gemäß Volkszählung 1934 war der kroatische Bevölkerungsanteil bereits vollständig assimiliert.

## Kultur und Sehenswürdigkeiten

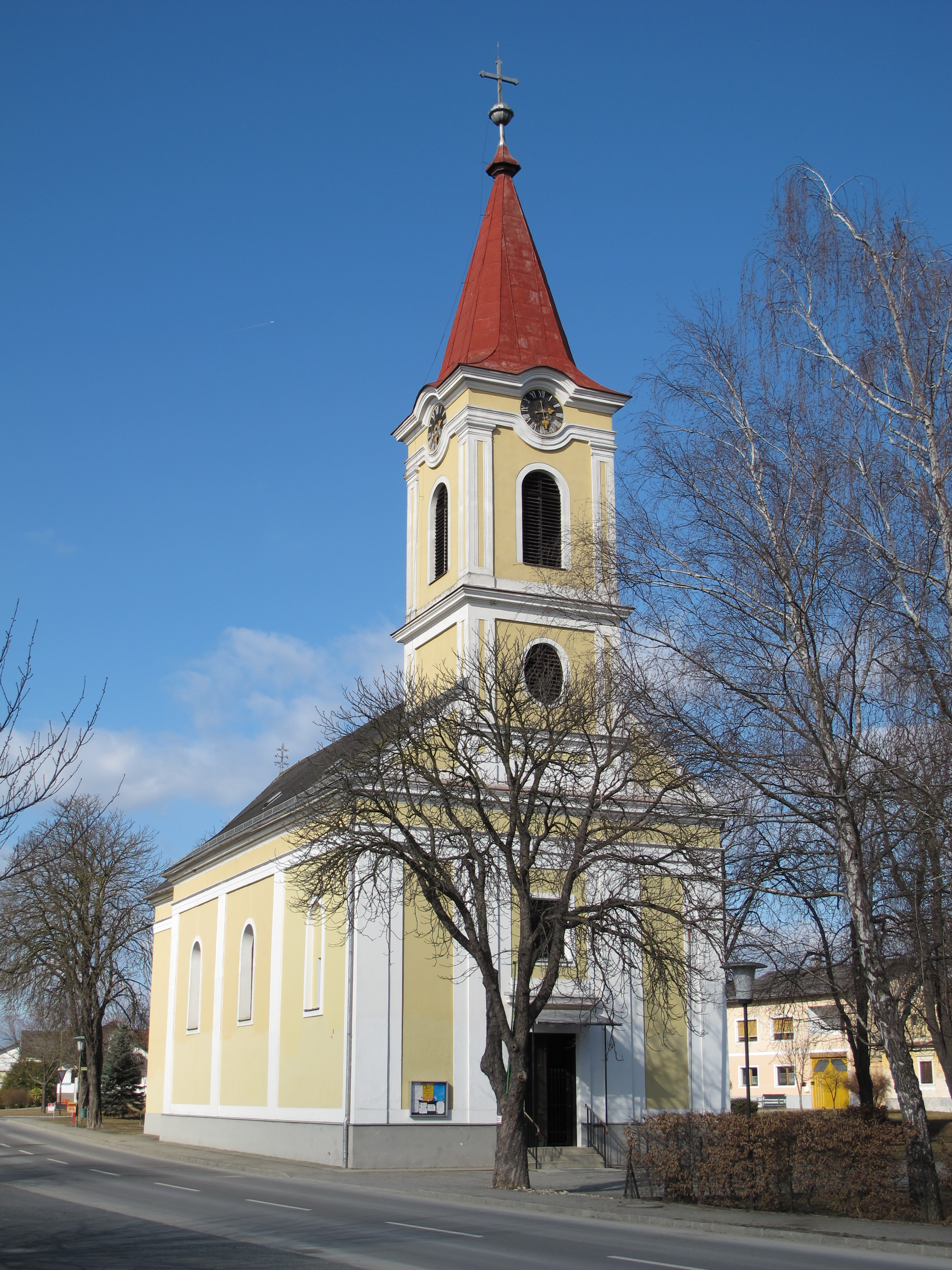
Pfarrkirche Strem

- Katholische Pfarrkirche Strem hl. Antonius: klassizistischer Saalbau aus dem Jahr 1852
- Schlossriegel Strem: künstliches Plateau am Ortsrand, ehem. Standort einer Wehranlage
- Antonikapelle
- Josephskapelle
- Herz-Jesu-Kapelle
- Wegkapelle

## Wirtschaft und Infrastruktur
Im Jahr 2003 wurde die „Öko-Energie Strem“ gegründet, die derzeit rund 100 Gebäude im Ort Strem mit Fernwärme versorgt. Als Ausbaustufe wurde 2005 die Biogas Strem Betriebs- und ErrichtungsgmbH. & Co. KG gegründet. In dieser werden erstmals in Österreich ausschließlich nachwachsende Rohstoffe zur Erzeugung von Strom und Wärme verwendet. Aus dem Aufwuchs von rund 300 ha landwirtschaftlicher Fläche werden aus Gras, Klee, Mais und Sonnenblume 500 kW elektrischer Strom und rund 600 Kilowatt thermische Energie gewonnen. Dies entspricht etwa der Versorgung von 1.200 Haushalten mit Strom und 90 Haushalten mit Wärme.
2009 erhielt Strem die Auszeichnung Klimaschutzgemeinde in der Kategorie Gemeinde kleiner als 1.500 Einwohner.
Die Caritas Burgenland betreibt einen Kindergarten in Strem.

## Politik

### Gemeinderat

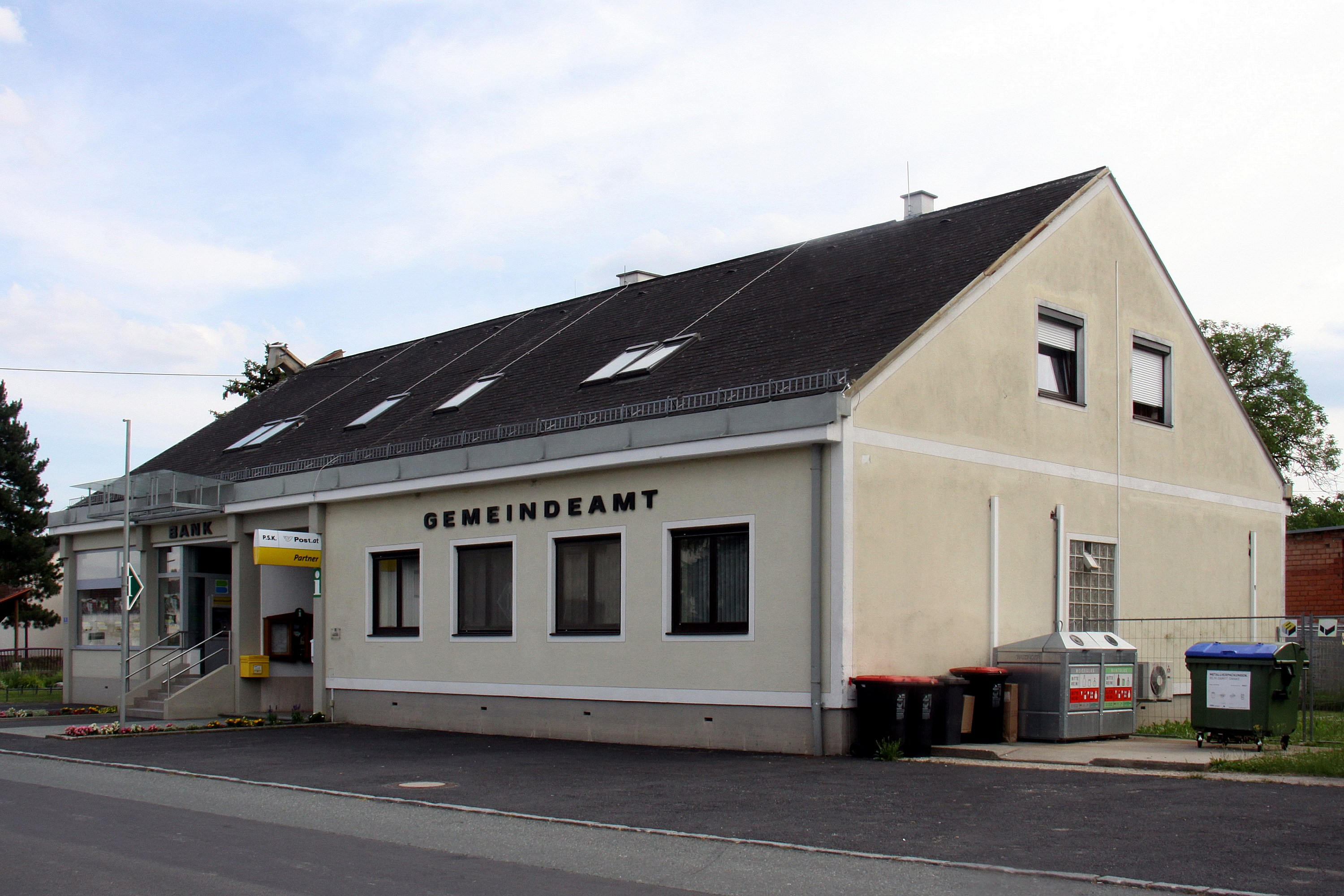
Gemeindeamt Strem

Der Gemeinderat umfasst aufgrund der Anzahl der Wahlberechtigten insgesamt 15 Mitglieder.
| Partei          | 2022             | 2022             | 2022             | 2017             | 2017             | 2017             | 2012             | 2012             | 2012             | 2007             | 2007             | 2007             | 2002             | 2002             | 2002             | 1997             | 1997             | 1997             |
| Partei          | Sti.             | %                | M.               | Sti.             | %                | M.               | Sti.             | %                | M.               | Sti.             | %                | M.               | Sti.             | %                | M.               | Sti.             | %                | M.               |
| --------------- | ---------------- | ---------------- | ---------------- | ---------------- | ---------------- | ---------------- | ---------------- | ---------------- | ---------------- | ---------------- | ---------------- | ---------------- | ---------------- | ---------------- | ---------------- | ---------------- | ---------------- | ---------------- |
| ÖVP             | 499              | 72,95            | 11               | 491              | 72,74            | 11               | 515              | 71,03            | 11               | 542              | 73,44            | 11               | 528              | 73,74            | 11               | 558              | 80,99            | 12               |
| SPÖ             | 185              | 27,05            | 4                | 184              | 27,26            | 4                | 210              | 28,97            | 4                | 196              | 26,56            | 4                | 188              | 26,26            | 4                | nicht kandidiert | nicht kandidiert | nicht kandidiert |
| UA GL Srem A1   | nicht kandidiert | nicht kandidiert | nicht kandidiert | nicht kandidiert | nicht kandidiert | nicht kandidiert | nicht kandidiert | nicht kandidiert | nicht kandidiert | nicht kandidiert | nicht kandidiert | nicht kandidiert | nicht kandidiert | nicht kandidiert | nicht kandidiert | 131              | 19,01            | 3                |
| Wahlberechtigte | 972              | 972              | 972              | 872              | 872              | 872              | 884              | 884              | 884              | 904              | 904              | 904              | 845              | 845              | 845              | 792              | 792              | 792              |
| Wahlbeteiligung | 75,15 %          | 75,15 %          | 75,15 %          | 81,31 %          | 81,31 %          | 81,31 %          | 85,63 %          | 85,63 %          | 85,63 %          | 85,18 %          | 85,18 %          | 85,18 %          | 87,46 %          | 87,46 %          | 87,46 %          | 89,65 %          | 89,65 %          | 89,65 %          |

### Gemeindevorstand
Neben Bürgermeister Bernhard Deutsch (ÖVP) und Vizebürgermeister Edmund Nemeth (ÖVP) gehören weiters die geschäftsführenden Gemeinderäte Herbert Deutsch (SPÖ), Claudia Gratzer (ÖVP) und Engelbert Kopfer (ÖVP) dem Gemeindevorstand an.
Zu Ortsvorstehern wurden ernannt: Claudia Gratzer (ÖVP, für Sumetendorf), Engelbert Kopfer (ÖVP, für Deutsch Ehrensdorf) und Vizebürgermeister Edmund Nemeth (ÖVP, für Steinfurt).

### Bürgermeister
Bürgermeister ist Bernhard Deutsch (ÖVP).
Er trat nach der Bürgermeisterdirektwahl am 7. Oktober 2007 die Nachfolge von Werner Trinkl (ÖVP) an, der wegen der gegen ihn erhobenen Vorwürfe rund um das Seniorenzentrum Strem, die sich letztlich als haltlos erwiesen, nicht mehr antrat. Bernhard Deutsch wurde dabei mit 75,72 % gewählt. Sein Mitbewerber Dietmar Stimpfl (SPÖ) kam auf 24,28 %. Die Gemeinde war durch den Bau des Seniorenzentrums tief verschuldet – der Rechnungshof bezifferte den Schuldenstand mit acht Millionen Euro – und große Differenzen mit der SPÖ führten dazu, dass die SPÖ-Fraktion Ende 2009 aus Protest gegen die Finanzmisere wegen des Pflegeheims geschlossen zurücktrat. Dennoch konnte sich Bernhard Deutsch auch bei der Bürgermeisterwahl am 7. Oktober 2012 mit 75,61 % durchsetzen. Mitbewerber war diesmal Herbert Deutsch (SPÖ & Mitgestaltungswillige), der 24,39 % erreichte. Die gleichen Kandidaten stellte sich auch am 1. Oktober 2017 zur Wahl, bei der sich abermals Bernhard Deutsch (ÖVP) mit 74,21 % gegen Herbert Deutsch (SPÖ, 25,79 %) durchsetzen konnte.
In der konstituierenden Sitzung des Gemeinderats wurde Edmund Nemeth (ÖVP) zum Vizebürgermeister gewählt.
Leiter des Gemeindeamts ist Josef Weinhofer.

## Persönlichkeiten
- Gisela, Martin und Frieda Legath, 1994 von Yad Vashem als Gerechte unter den Völkern ausgezeichnet
- Josef Schatz (1920–1999), Politiker (ÖVP) und Landwirt
- Gottfried Schatz (1936–2015), Biochemiker
- Kurt Gober (* 1954), Musiker
- Dorothea Schittenhelm (* 1954), Politikerin
- Kurt Garger (* 1960), Fußballspieler und -trainer